# Rundfunk-Tanzorchester Leipzig

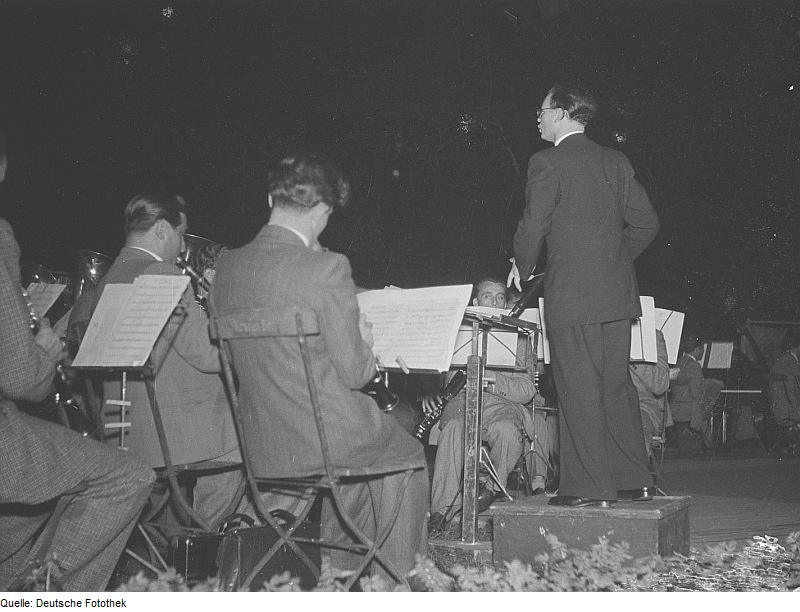
Auftritt des Orchesters 1951 in Markkleeberg

Das Rundfunk-Tanzorchester Leipzig wurde 1947 als Tanzorchester des Senders Leipzig gegründet. Es trat mit seinem Leiter Kurt Henkels erstmals am 3. Januar 1948 öffentlich in einer vom Rundfunk Leipzig übertragenen Sendung auf. Nach einem öffentlichen Auftritt der Großformation Pfingsten 1948 im Berliner Friedrichstadtpalast gab es einen Plattenvertrag. Im Juli 1948 nahm das Orchester in Berlin seine ersten sechs Schallplatten-Titel für das AMIGA-Label auf. Darunter befanden sich der „Special Delivery Stomp“, „Eager Beaver“, „Dorsey's Boogie Woogie“ und „American Patrol.“
Zu den Gründungsmitgliedern des Tanzorchesters des Leipziger Senders gehörten namhafte Musiker wie Rolf Kühn (Klarinette, Saxophon), Walter Eichenberg (Trompete), Günter Oppenheimer (Piano) und Fips Fleischer (Schlagzeug); für einige Jahre waren auch der Trompeter Horst „Hackel“ Fischer sowie Werner Baumgart (Tenorsaxophon) Mitglieder des Orchesters. Es war in den 1950er Jahren in der DDR führend. 1951 kam es zum ersten großen internationalen Erfolg. Mit ihrer Aufnahme von Cherokee in Werner Baumgarts Arrangement im Stil des Progressive Jazz belegte die Formation beim französischen Disc-Wettbewerb den dritten Platz hinter Ellington und Basie. Das Orchester gab in den 1950er Jahren auch Gastspiele in Moskau, Budapest und Prag. Soweit dabei Jazz gespielt wurde, bewegte sich das Orchester nun in einem stilistisch engeren Rahmen, wie er von Orchestern wie Glenn Miller, Tommy Dorsey, Les Brown und Ray Anthony markiert wurde.
Übergangsweise leitete nach Henkels Übersiedlung in den Westen Gerhard Kneifel das Orchester. Im Jahr 1961 übernahm Walter Eichenberg die Leitung des Klangkörpers und arbeitete als dessen Chefdirigent. 1989 wurde der 2. Dirigent, Pianist und Chefarrangeur des Orchesters, Eberhard Weise, sein Nachfolger. Als Produzent wurde die Formation seit 1973 von Harry Nicolai betreut. Das Rundfunk-Tanzorchester Leipzig wirkte auch über Jahrzehnte an zahlreichen DDR-Fernsehshows mit. 1992 wurde das Orchester aufgelöst.

## Diskografie
- Palmen Am Meer (Tanzmusik Aus Kambodscha), AMIGA, 1968
- Jumping At The Woodside, AMIGA, 1982

Auch viele 78 und 45 Singles.

## Filme
- 1955: Musik, Musik, Musik mit Kurt Henkels Fred Frohberg, Horst Fischer, Brigitte Rabald, Die singende Vier, Die Harrysons, Trio Harmonie, Sprecher: Heinz Quermann, 20 min. SW, DEFA-Dokumentarfilm, Progressfilmvertrieb